# 런앤히트
《런앤히트》(영어: Run and Hit)는 2011년 10월 한게임에서 발매한 모바일 게임이었다. 야구를 게임의 소재로 했다. 2013년 8월 30일부로 서비스가 종료되었다.

## 게임모드

### 선수모드
직접 선수가 되어 캐릭터를 고교, 프로 2군, 프로 1군, FA까지 성장시킨다.

#### 히로인
선수모드에는 히로인이 존재하는데, 외출을 통해서 만날 수 있다. 또 히로인은 모두 여자이며, 3명이다. 히로인을 통해 라이벌을 만날 수가 있고 특별한 관계를 맺으면 효과가 발생한다.

##### 모모카
일본인으로, 국내에 살면서 편의점 아르바이트를 한다.
- 매니저 효과
  - 경기 중 돌발미션
- 엔딩
  - 해피 엔딩 : 캐릭터와 친근하게 지내다가, 캐릭터와 애인 관계가 된다.
  - 배드 엔딩 : 캐릭터의 고백을 거절하고, 매니저로써 남게 된다.

##### 세리
혼수상태에 빠진 적이 있는 여고생인데, 혼수상태가 치료된 이후 건강에 이상은 없다.
- 매니저 효과
  - 경기 중 돌발미션
- 엔딩
  - 모모카와 마찬가지로, 캐릭터와 애인 관계가 된다.

##### 로셀
신체에 면역체계가 없는 희귀병에 걸려 8년간 병원생활을 했으며, 수술 후 퇴원했다.
- 매니저 효과
  - 경기 중 돌발미션

### 팀모드
직접 감독이 되어 팀을 우승으로 이끈다.

### 국가대표
직접 대한민국 야구 국가대표팀이 되어 경기를 진행하는데, 출전권이 있어야만이 플레이가 가능하다.

### 친선경기
팀을 골라 친선경기를 플레이한다.

### 골든글러브
여러 가지 기록에 도전하는 모드며, 기록을 깨면 보상을 준다.